# Dobri Otok
Wysepka Dobri Otok znajduje się na południe od wyspy Sveti Klement, 6,5 km na południowy zachód od miasta Hvar. W najwęższym miejscu cieśnina między wyspą Dobri Otok a Sveti Klement ma ok. 200 m i minimalną głębokość 6 m. Jej powierzchnia wynosi 29,73 ha. Długość linii brzegowej wynosi 2 791 m - ma ona bardzo nieregularny kształt. Najwyższy punkt ma 52 m n.p.m. Wyspa jest trzecią co do wielkości wyspą w archipelagu Paklińskim.